# Rällen
Rällen är en sjö i Lindesbergs kommun och Ljusnarsbergs kommun i Västmanland och ingår i Norrströms huvudavrinningsområde. Sjön har en area på 0,713 kvadratkilometer och ligger 109,8 meter över havet. Sjön avvattnas av vattendraget Rällsälven (Nittälven).

## Delavrinningsområde
Rällen ingår i det delavrinningsområde (663164-145867) som SMHI kallar för Mynnar i Norrsjön. Medelhöjden är 163 meter över havet och ytan är 17,57 kvadratkilometer. Räknas de 15 avrinningsområdena uppströms in blir den ackumulerade arean 325,52 kvadratkilometer. Rällsälven (Nittälven) som avvattnar avrinningsområdet har biflödesordning 3, vilket innebär att vattnet flödar genom totalt 3 vattendrag innan det når havet efter 246 kilometer. Avrinningsområdet består mestadels av skog (76 procent) och jordbruk (10 procent). Avrinningsområdet har 1,35 kvadratkilometer vattenytor vilket ger det en sjöprocent på 4,9 procent.